# Junya Hosokawa
Junya Hosokawa (født 24. juni 1984) er en japansk fodboldspiller, som spiller for den japanske fodboldklub Mito HollyHock.